# Hrvace
Hrvace és un poble i municipi de Croàcia situat al comtat de Split-Dalmàcia. El 2023 tenia una població estimada de 3.072 habitants.